# Wacker Neuson
Wacker Neuson est une entreprise qui développe, produit et vend des engins de chantier (équipement léger) et des engins de chantier compacts (équipement compact). L'entreprise familiale fondée en 1848 compte aujourd'hui plus de 50 filiales, 140 points de vente et service ainsi que plus de 12 000 associés commerciaux à travers le monde. Le groupe emploie pas moins de 5 000 collaborateurs. Le siège de la société est situé à Munich, en Allemagne. Wacker Neuson SE est coté en bourse depuis 2007 et fait partie du SDAX.

## Histoire

### De sa fondation jusqu'en 1945
La société est fondée en 1848 à Dresde par Johann Christian Wacker, alors forgeron, sous le nom Wacker et commence la production industrielle en 1875. En 1930, les ingénieurs développent la technique à haute fréquence pour vibrateur interne. Dans un même temps, la première pilonneuse électrique est développée et produite. Il s'agit d'une innovation pour le compactage des sols et du béton. Avant la Seconde Guerre mondiale, la société élargit sa gamme de production et devient une organisation de vente et de distribution nationale et internationale. Cet élargissement sera interrompu peu avant la fin de la Seconde Guerre mondiale par la perte totale des ateliers de production à Dresde.

### De l'après-guerre à 2007
L'activité commerciale est reprise en 1945 à Kulmbach et le siège de la société est établi à Munich en 1951. La première société étrangère est fondée en 1957 à Hartfort (Wisconsin, États-Unis) et transférée en 1986 à Milwaukee.
En 2002, le groupe est restructuré et la société à responsabilité limitée devient alors la société anonyme Wacker Construction Equipment AG. Jusqu'en 2005, Wacker développe, produit et vend uniquement des petits engins de chantier (équipement léger) jusqu'à environ trois tonnes dans les domaines de la technique du béton, le compactage du béton et de l'asphalte, la technique de démolition et d'alimentation. Avec l'acquisition de Weidemann GmbH en 2005, la société accède aux engins de chantier compacts et au secteur agricole. En 2006, la société acquiert l'entreprise Drillfix AG (Suisse) et Ground Heaters, Inc. (États-Unis).

### De 2007 à aujourd'hui
Le 15 mai 2007, la société entre en bourse et est cotée dans le segment Prime Standard de la bourse des valeurs de Francfort. À l'automne 2007, elle rejoint le SDAX. Le 31 octobre 2007, la société fusionne avec Neuson Kramer Baumaschinen AG (Linz, Autriche), un fabricant d'engins de chantier compacts tels que pelles compactes, chargeuses, dumper et chargeuses compactes. La société Neuson Kramer Baumaschinen AG est née de la fusion entre Neuson Baumaschinen GmbH et l'entreprise traditionnelle Kramer-Werke GmbH. Neuson a été fondée à Linz en 1981 sous le nom Neuson Hydraulik GmbH et a d'abord développé des mini-pelles hydrauliques. La fondation de Neuson Baumaschinen GmbH a lieu en 1990. En 1998, elle a racheté la société de fabrication de dumper Lifton Ltd. (GB) et en 2004, les chargeuses compactes ont été ajoutées à l'éventail de produits. La fusion de Neuson et Kramer a eu lieu en 2004[source insuffisante].
En février 2009, la société change de dénomination sociale : Wacker Construction Equipment AG devient Wacker Neuson SE.

## Aperçu du groupe

### Structure actuelle du groupe
Wacker Neuson SE a organisé ses activités par région (Europe, Amérique et Asie-Pacifique). Le groupe est divisé en trois catégories : engins de chantier (équipement léger) jusqu'à un poids de 3 tonnes, engins de chantier compacts (équipement compact) jusqu'à 14 tonnes et prestations de service (pièces de rechange, maintenance, réparation). Le secteur « équipement compact » comprend les pelles, chargeuses sur pneus, chargeuses télescopiques, chargeuses compactes et dumper. Ces machines sont entre autres utilisées dans la construction de routes, dans le bâtiment et les travaux publics, dans l'agriculture, l'aménagement de jardins et du paysage, par les communes ainsi que dans les centres industriels et de recyclage. Le groupe englobe les trois marques Wacker Neuson, Weidemann et Kramer Allrad ainsi que les filiales et sites de production.

#### La marque Wacker Neuson
Le groupe distribue des engins de chantier portatifs comme les pilonneuses, les plaques vibrantes, les marteaux, les outils de découpe, les vibrateurs internes et externes ainsi que les techniques de chantier sous la marque Wacker Neuson dans le monde entier. Mais aussi des engins de chantier compacts comme les pelles compactes, les chargeuses sur pneus, les dumpers et les chargeuses compactes.

#### La marque Kramer
La marque Kramer vend des chargeuses 4 x 4 sur pneus, chargeuses télescopiques et chargeuses télescopiques sur pneus. → Article principal Kramer (société)

#### La marque Weidemann
La marque Weidemann produit en première lieu des machines telles que des chargeuses, chargeuses articulées sur pneus et chargeuses télescopiques pour l'agriculture. → Article principal Weidemann GmbH